# Сантос, Арлиндо дос
Арлиндо дос Сантос Крус (порт.-браз. Arlindo dos Santos Cruz; 26 апреля 1940, по другим данным 1943, Ильеус), также иногда называемый Арлиндо Баияно (порт.-браз. Arlindo Baiano) или Арлиндо Баияниньо (порт.-браз. Arlindo Baianinho) — бразильский футболист, полузащитник.

## Карьера
Арлиндо родился в семье рыбака Маноэла дос Сантос Круса и Марии Эспозы дос Сантос Крус. Его детство прошло в районе Понтал в Ильеусе. Он учился в школе Рыбацкая колония Ильеуса. Семья была очень бедной. Позже Арлиндо вспоминал, что с детства его преследовал голод, и он с 12 лет начал работать, чтобы помочь своей семье. Арлиндо вместе с братом Криспином были вынуждены помогать отцу на рыбалке. Позже он работал учеником каменщика, плотника, сапожника. Затем трудился грузчиком в компании по производству какао. Одновременно Арлиндо играл в футбол в молодёжных составах клуба «Витория», однако ушёл оттуда. У отца Арлиндо был друг, Эвержисто де Алмейда, видевший потенциал молодого полузащитника. Он уговорил Маноэла, чтобы тот дал разрешение отвести сына на просмотр в клуб «Америка» из Рио-де-Жанейро. Отец дал согласие, но из-за тяжёлой раны, следствием волдыря, образовавшегося из-за обуви меньшего размера, который носил Арлиндо, просмотр сорвался. «Америка» оплатила лечение, однако в тот период футболист, живший в доме Антонио де Алмейды, брата Эвержисто, поправился на 8 килограмм, и клуб отказался от его услуг.
Арлиндо принял решение остаться в Рио-де-Жанейро. Он пробовал свои силы в клубах «Бангу» и «Мадурейра». В этих командах ему не платили, и молодой человек был вынужден параллельно работать. Затем он находился в составе вторых составов клуба «Флуминенсе». Арлиндо также играл за любительскую команду «Вилла». В одной из встреч «Виллы» его увидел скаут «Ботафого» по фамилии Кавалканти, который и пригласил футболиста в этот клуб. С 1959 года Арлиндо стал игроком молодёжки «Эстрела Солитарии». Он выиграл с командой три подряд титула молодёжного чемпионата Рио-де-Жанейро. 30 августа 1962 года Арлиндо дебютировал в основном составе клуба в матче с «Канто до Рио» (2:0) и в этом же сезоны выиграл «взрослый» чемпионат штата. В следующем сезоне он отпраздновал победу в турнире Начала чемпионата Рио-де-Жанейро, а ещё через год на турнире Рио — Сан-Паулу. В декабре 1964 года Арлиндо перенёс операцию на головном мозге из-за аневризмы.
В начале 1965 года контракт Арлиндо предложил мексиканский клуб «Америка». «Ботафого» согласился, но из-за протестов фанатов команды уже было принял решение отказаться от сделки. Тогда выступил сам футболист, заявивший, что это является возможностью улучшения финансового состояния его семьи, включавшую покупку дома для родителей. Он перешёл в команду, подписав контракт на два года с заработной платой в 7500 долларов. Отдельным пунктом являлось требование игрока о возможности выступать за сборную Бразилии, если поступит соответствующее приглашение. 28 декабря 1965 года Арлиндо получил удар бутылкой по голове после конфликта в баре, из-за чего его впоследствии беспокоили сильные головные боли. 26 мая 1966 года бразилец забил первый гол в истории стадиона Ацтека, поразив ворота клуба «Торино» (2:2). Позже его имя увековечили памятной табличкой на стадионе. В том же сезоне он помог клубу выиграть свой первый титул чемпиона Мексики. В последней игре турнира Арлиндо получил травму головы и 28 декабря был срочно прооперирован. 36 часов он находился в реанимации, а врачи не давали прогнозы по поводу его выживания. Но бразилец всё же выздоровел и даже продолжил игровую карьеру.
Затем Арлиндо играл за клуб «Пачука» и вновь за «Америку». Он ненадолго возвратился в «Ботафого» в 1970 году, а затем играл за «Толуку» и бразильские «Сан-Кристован» и «Мадурейру». Завершив игровую карьеру, Арлиндо поселился в Мехико. Там он работал в штате «Америки» и в Генеральной прокуратуре, тренируя команду этого ведомства. Также он владел рестораном в центре города.

## Прозвища
Своё прозвище — «Мемин» Арлиндо получил из-за внешнего сходства с карикатурным чернокожим персонажем мексиканских комиксов Мемин Пингином. Второе прозвище — «Сын Диди» он также получил за внешнее сходство и совпадение черт игры с этим игроком.

## Достижения
- Чемпион штата Рио-де-Жанейро: 1962
- Победитель турнира Начала чемпионата Рио-де-Жанейро: 1963
- Победитель Панамериканских игр: 1963
- Победитель турнира Рио — Сан-Паулу: 1964
- Чемпион Мексики: 1965/1966

## Личная жизнь
У Арлиндо был сын, Сержио Роберто. Он родился в 1968 году и погиб в автокатастрофе 13 мая 1977 года.